# Дукачик обочень
Дукачик обочень, також синявець дукачик, червінець вогнистий (Lycaena virgaureae) — вид денних метеликів родини Синявцеві (Lycaenidae)

## Поширення
Вид поширений в Європі та Північній Азії від Іспанії і Скандинавії до Кореї.
На території України раніше траплявся в більшості областей, за винятком значної частини степової зони. В даний час достовірно відомий з Карпат і Закарпаття, Буковини, лісової зони і Гірського Криму. Ймовірно, повністю зник у деяких південних областях. Наприклад, в Одеській області не спостерігався понад 100 років.

## Опис
Довжина переднього крила до 20 мм; верхня поверхня крил у самців яскраво-помаранчева, у самок — жовто-коричнева, на нижньому боці крил розкидані чорні точки; по краю крил — чорна облямівка.

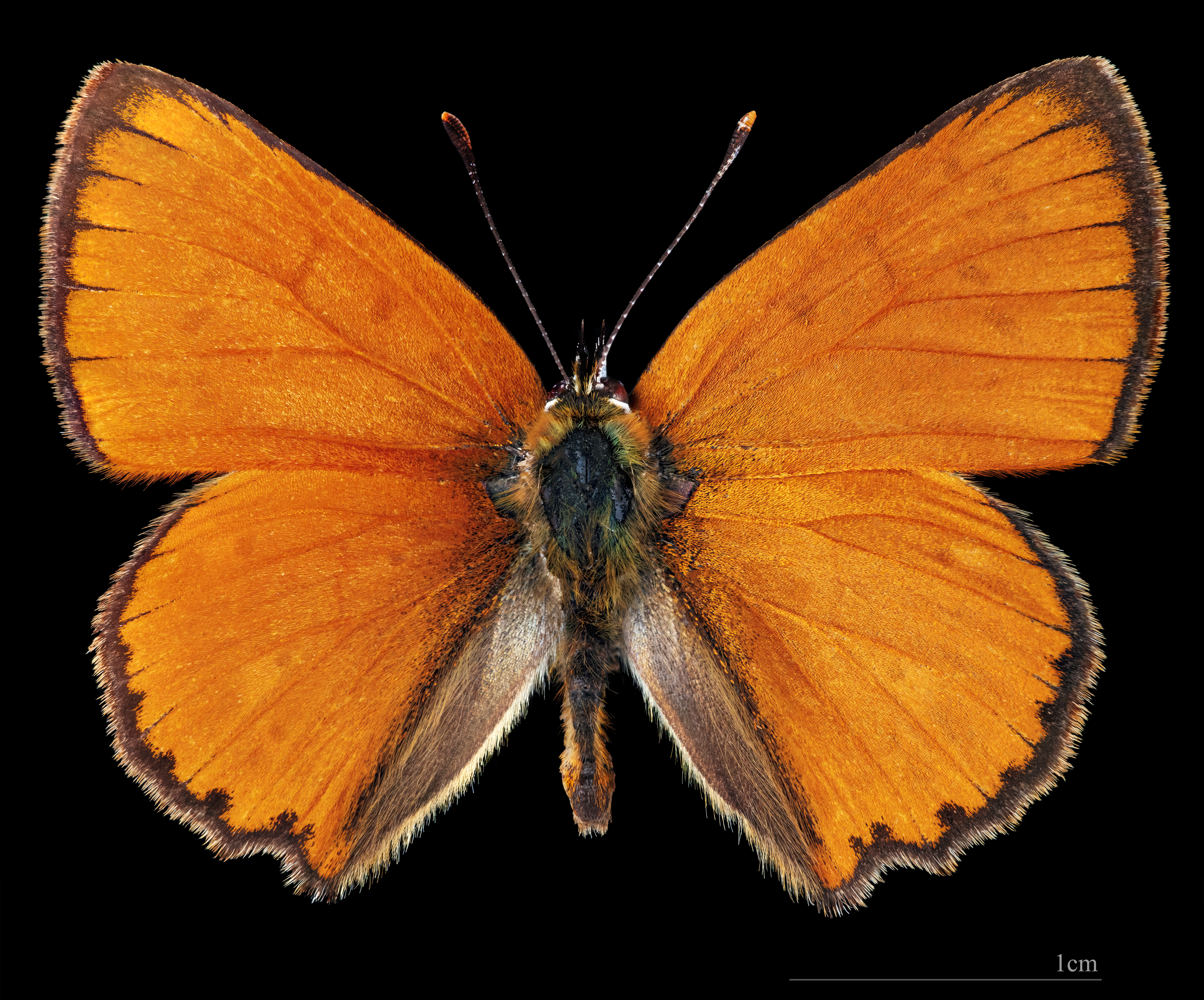
Lycaena virgaureae ♂
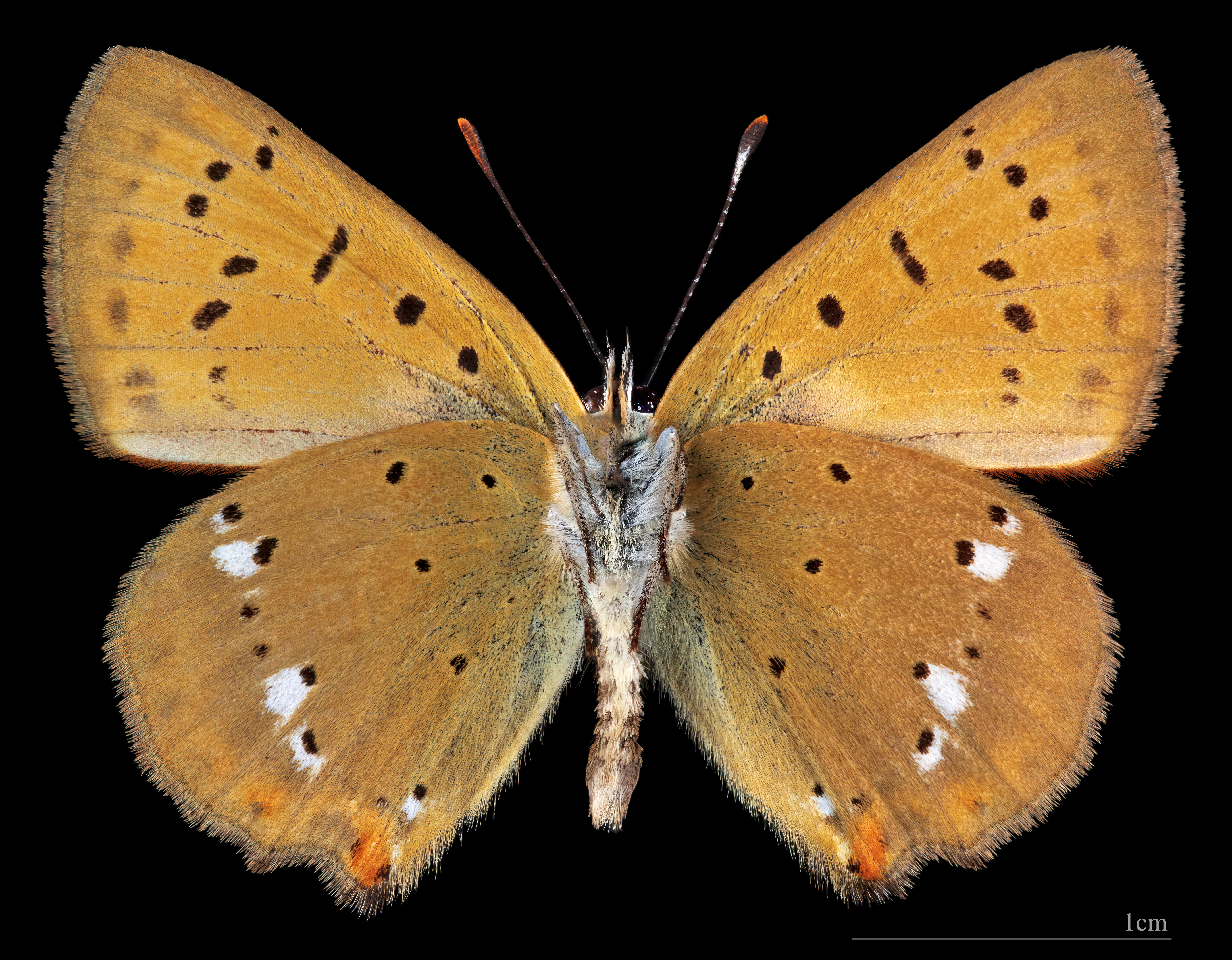
Lycaena virgaureae ♂  △

## Спосіб життя
Час льоту метелика — з середини червня до кінця серпня. У південних регіонах трапляється до вересня. Популярні місця проживання: світлі листяні ліси, просіки, луки, галявини, сади. Комахи вибирають вологі ділянки, їх можна зустріти поблизу боліт та інших водойм. Залітають в гори на висоту 1500—2000 м. За рік змінюється одне покоління.
Самка відкладає яйця по одній штуці на листя і стебло кормової рослини. Гусінь живиться на травах роду Rumex — щавель кислий та щавель горобиний. Яйця білі, діаметр 0,85 мм, на поверхні великі осередки. Зимують яйця з розвиненим ембріоном. Гусениці виходять з яєць в квітні. Довжина першого віку 1,7 мм. З народження вони жовто-зелені, голова чорна. Після линьки на спині личинки з'являються світлі смуги, а голова стає зеленою. На ранніх стадіях гусінь об'їдає середину листа і квіти, до четвертого віку вони беруться за краї листової пластини. Заляльковуються в червні. Для метаморфозу личинки спускаються на землю, де прикріплюються до субстрату. Лялечка опукла, плямиста, через 12-13 днів з неї з'являється імаго.